# 秦延烝
秦延烝（1567年—1624年），字允孝，號亭山，南直隶常州府無錫縣人。

## 生平
万历二十五年（1597年）丁酉科应天乡试举人，四十一年（1613年）癸丑科進士，任江西吉安府永丰县知县，四十三年本省同考。四十五年丁憂歸，四十八年补福建汀州府归化县知县，天啓二年（1622年）升兵部职方司主事。著有《亭山诗集》。

## 家族
曾祖秦金，光禄大夫太子太保南京兵部尚書。祖父秦汴，中宪大夫姚安府知府。父秦柱，徵仕郎中书舍人，藏书家；延烝为长子。